# Cuba de ayer

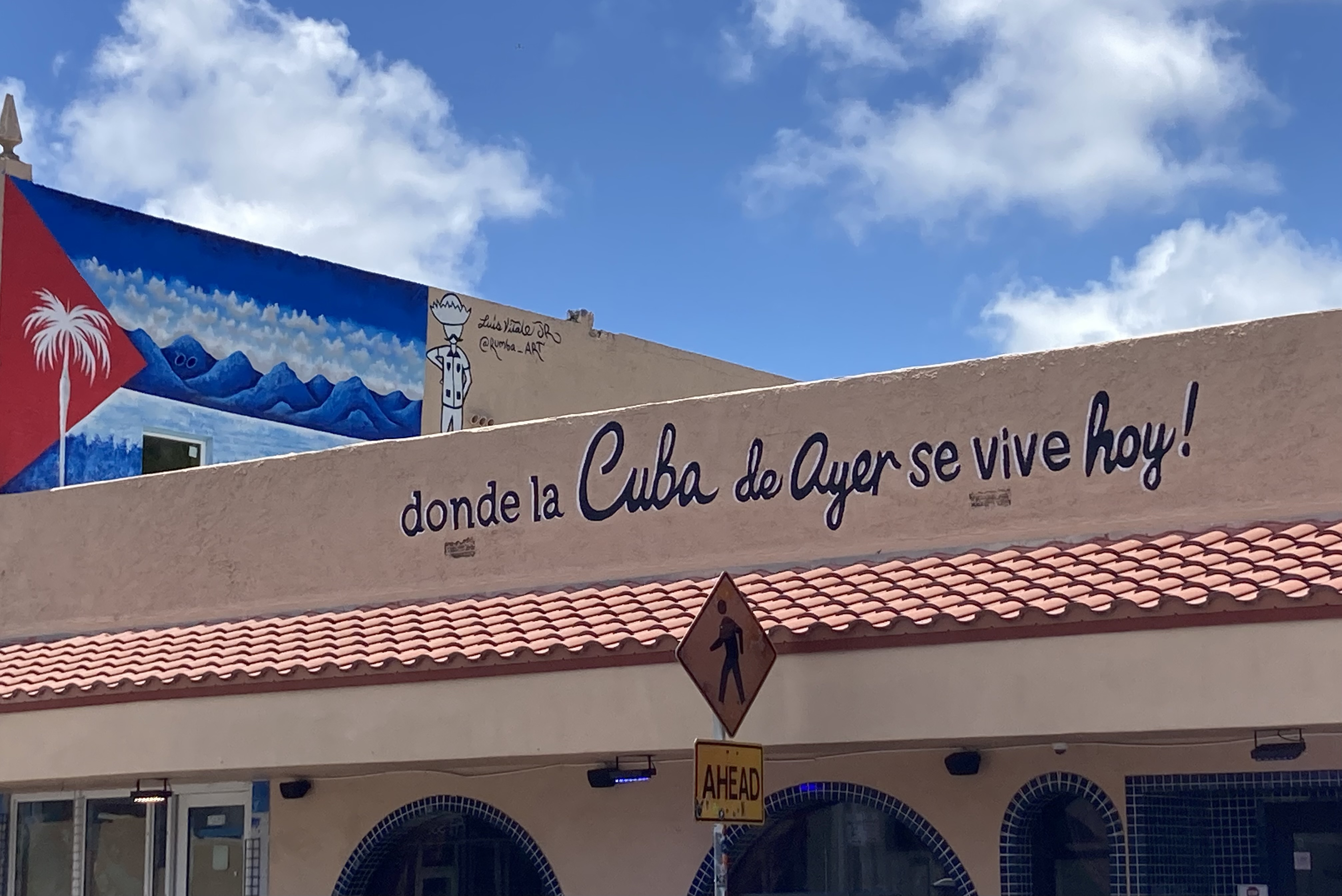
En el techo de un restaurante en La Pequeña Habana se lee «donde la Cuba de Ayer se vive hoy!».

La idea de Cuba de ayer es una visión idílica mitificada de Cuba antes de que el gobierno del dictador Fulgencio Batista fuese derrocado en la Revolución Cubana.[cita requerida]
Esta visión idealizada de la Cuba prerrevolucionaria típicamente refuerza las ideas de que el país antes de 1959 era una nación elegante, sofisticado y mayoritariamente blanco que fue arruinado por el gobierno de Fidel Castro. Los exiliados cubanos que huyeron después de 1959 son considerados en su mayoría blancos y no tenían ningún deseo general de salir de Cuba, pero lo hicieron para huir del régimen de Castro.[cita requerida]
Los exiliados cubanos que defienden esta imagen de la Cuba de ayer ven su versión de la cultura cubana como más deseable que la cultura estadounidense, y que es mejor recrear su «cultura perdida» de la Cuba de ayer en los Estados Unidos.
Los defensores de la imagen de la Cuba de ayer también ven a Cuba como un país más digno para vivir que los Estados Unidos y esperan devolver a Cuba a como estaba antes de la revolución, después de la esperada caída del gobierno de Fidel Castro. Los críticos de la idea de Cuba de ayer afirman que es un mito nacionalista creado para los exiliados cubanos blancos que ignora la realidad de la vida cubana antes de 1959 y abraza una visión exótica de la isla.

## Historia

### Revolución cubana yexilio dorado
El 31 de diciembre de 1958 se desarrolló la Batalla de Santa Clara en un escenario de gran confusión. La ciudad de Santa Clara cayó ante las fuerzas rebeldes combinadas del Che Guevara, Camilo Cienfuegos y los rebeldes del Directorio Revolucionario (RD) liderados por los comandantes Rolando Cubela, Juan Abrahantes y William Alexander Morgan. La noticia de estas derrotas hizo que Batista entrara en pánico. Huyó de territorio cubano por vía aérea hacia la República Dominicana pocas horas después, el 1 de enero de 1959. El comandante William Alexander Morgan, líder de las fuerzas rebeldes del RD, continuó luchando mientras Batista partía y había capturado la ciudad de Cienfuegos el 2 de enero.
Después del éxito de la Revolución Cubana, los primeros en emigrar fueron aquellos que estaban asociados o trabajaban para el antiguo régimen de Batista. La embajada de Estados Unidos en La Habana y el consulado en Santiago concederían regularmente visas a los cubanos que desearan salir. A mediados de 1959, varias nuevas políticas promulgadas por el gobierno revolucionario habían afectado la vida cubana, como la redistribución de la propiedad, la nacionalización de escuelas religiosas y privadas y la prohibición de clubes sociales racialmente exclusivos. Aquellos que comenzaron a abandonar la isla fueron impulsados por verse afectados negativamente por las nuevas políticas económicas, su disgusto por las nuevas escuelas públicas nacionales o la ansiedad por la integración racial apoyada por el gobierno. El gobierno rápidamente etiquetaría a los exiliados que se marcharan como «racistas», desalentando a los afrocubanos a emigrar también. Estas condiciones provocaron que la mayoría de los que emigraron fueran de clase media o alta, blancos y católicos. Muchos emigrantes de clase media eran a menudo profesionales vinculados a empresas estadounidenses que fueron nacionalizadas.

### Desarrollo del mito «Cuba de ayer»
Esta primera ola de emigrantes de clase alta cubana en los años inmediatamente posteriores a la Revolución dejaría a la isla sólo con recuerdos de la era de Fulgencio Batista. Estos recuerdos formaron la génesis de la imagen idealizada de la Cuba de ayer. Los exiliados cubanos que llegaron inmediatamente después de la revolución quedaron en gran medida conmocionados por el racismo en la sociedad estadounidense, que difería en su expresión del racismo vivido en la isla. En Cuba no existía ninguna segregación racial formal de jure. Cualesquiera que fueran las manifestaciones sociales de racismo que existían, a menudo eran ignoradas o desconocidas para los emigrados blancos de clase alta que llegaban a Miami. La visión de la segregación racial formal en el sur de los Estados Unidos por parte de los exiliados cubanos reforzó la idea de que la Cuba de ayer estaba libre de racismo a diferencia del país de acogida.
La reconstrucción de negocios y organizaciones sociales ilegales en Cuba por parte de exiliados ahora en Miami, reafirmó los recuerdos de la idílica Cuba de ayer. Esta reconstrucción surgió de la disminución de la esperanza de regresar a una Cuba sin Fidel Castro en el poder, por lo que los exiliados cubanos comenzaron a modelar sus comunidades a imagen de la Cuba de ayer. La más notable de estas comunidades es el barrio de La Pequeña Habana de Miami. La Pequeña Habana se convirtió en un epicentro de la vida cubana en Miami, específicamente en la cantidad de instituciones de propiedad cubana y modeladas a imagen de la nostalgia por la Cuba de ayer.
Muchos emigrados cubanos llegaron décadas después y a veces vieron la recreación de esta nostalgia en Miami como una imagen demasiado higienizada de Cuba, pero a pesar de esto, la Cuba de ayer todavía impregnaba muchas comunidades cubanas que se establecieron antes. En los años 1990, la imagen de Cuba de ayer se volvió bastante popular entre los cubanoestadounidenses debido a su promoción en la música de artistas cubanos como Gloria Estefan y Willy Chirino. El profesor Michael Bustamante teoriza que la nostalgia cubana que impregnó la cultura cubanoamericana en fue una reacción a las nuevas actitudes culturales traídas por los nuevos emigrantes cubanos a partir de la crisis de los balseros cubanos de 1994.

## Principios

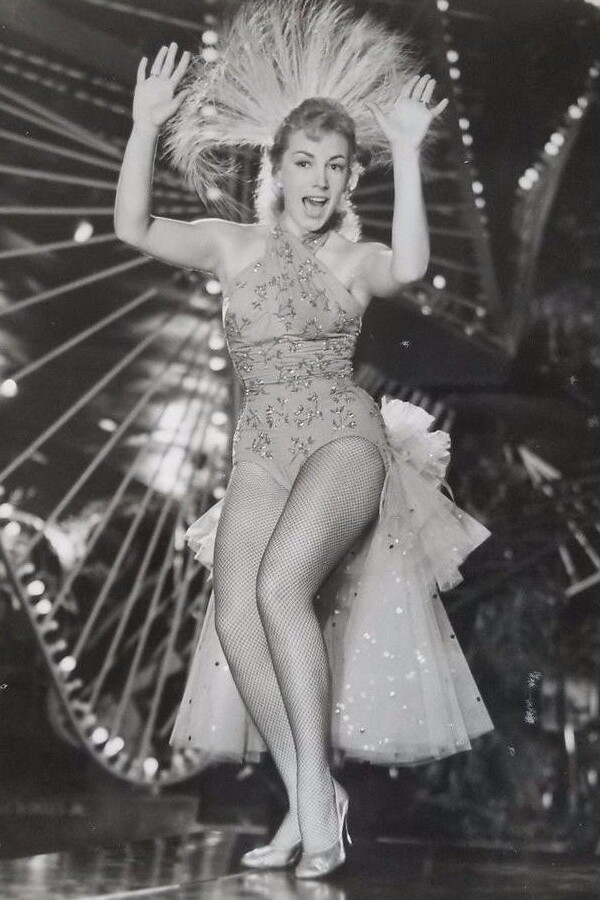
La actriz Evangelina Elizondo en el Tropicana Club de La Habana, años 50. Una imagen de la era idealizada de Cuba englobando la Cuba de ayer.

La propagación de esta nostalgia incluye muchas ideas sobre cómo era la sociedad cubana antes de la Revolución y la naturaleza de los exiliados cubanos en Estados Unidos.[cita requerida]
- La Cuba de ayer estaba libre de racismo de masas. Es posible que hayan existido algunos casos de discriminación, pero la sociedad cubana era en general mucho menos racista que la de Estados Unidos en ese momento, y las razas en Cuba generalmente se respetaban entre sí.[13]
- La Cuba de ayer también se considera, en general, socialmente cohesionada y sin represión política alguna.[14]
- La Cuba de ayer era mucho más avanzada económicamente que la Cuba de hoy. Para devolver a Cuba los éxitos económicos de la época de Fulgencio Batista, los exiliados cubanos tendrán que intervenir y reconstruir Cuba como una sociedad capitalista y democrática. Los cubanos residentes carecen de las herramientas económicas y el carácter moral para reconstruir la Cuba de ayer, por lo que los cubanos exiliados en Miami tendrán que hacerlo.[15]
- La Cuba de ayer ya no existe físicamente sino que debe continuar a través del comportamiento cultural y moral de los exiliados cubanos.[16]
- La nostalgia por la Cuba de ayer es sofisticada y distingue a los exiliados cubanos más civilizados de aquellos sin sofisticación, como los marielitos y Balseros.[17]
- Un exiliado cubano se siente más a gusto en su verdadera patria, que es la Cuba de ayer, que en los Estados Unidos, que sólo sirve como un hogar temporal deficiente.[18]

## Críticas
Miguel A. De La Torre ha escrito sobre la naturaleza de la idea de Cuba de ayer y a menudo la critica. Ha escrito que lo que él llama la «Cuba real de Fulgencio Batista» no era tan idílica como se creía y estaba diseñada únicamente para el beneficio de los turistas estadounidenses, ya que estaba poblada principalmente por burdeles y casinos. También ha afirmado que la nostalgia por la Cuba de ayer es un modelo increíblemente restrictivo para la identidad cubana en el exilio.
Alan A. Aja ha argumentado que el deseo de los exiliados cubanos de mantener un reclamo sobre la patria de la Cuba de ayer, que ven como una patria sofisticada, es un intento de mantener la blancura racial e ignorar el racismo que existía en la dictadura de Batista, así como el racismo en Miami.